# فدریکو د روبرتیس
فدریکو دِ روبرتیس (ایتالیایی: Federico De Robertis؛ زادهٔ ۵ ژوئن ۱۹۶۲) موسیقی‌دان، آهنگساز و تهیه‌کننده موسیقی اهل ایتالیا است.
وی زادهٔ شهر لوکا در توسکانی ایتالیا است و کار آهنگسازی برای فیلم را در سال ۱۹۹۱ آغاز کرد و برای کارگردانانی چون گابریله سالواتورس و کارلو وانتسینا موسیقی فیلم نوشته‌است.
از فیلم‌هایی که وی در آن‌ها نقش داشته‌است، می‌توان به نیروانا و پسر نامرئی اشاره نمود.